# Torre de telecomunicaciones de Salamanca
La Torre de telecomunicaciones de Salamanca (llamada Torre de telecomunicaciones de los Montalvos por encontrarse en las cercanías del hospital del mismo nombre) es una torre de telecomunicaciones de la ciudad de Salamanca que tiene una altura de 112 m. La torre está dividida en dos partes, estructura de hormigón y antena.
Es usada por la compañía Telefónica para sus emisiones en Salamanca. Fue construida en 1989, junto con otras similares en Zaragoza, Cádiz, Gerona y Oviedo.